# Freccia nell'azzurro
Freccia nell'azzurro. Autobiografia 1905-1931 è un'autobiografia dello scrittore e filosofo ungherese Arthur Koestler.

## Trama
Questa prima parte dell'autobiografia di Koestler conduce alla conoscenza di una realtà ebreo borghese dell'Europa centrale, nei primi anni del Novecento, che molto ha dato, nel bene e nel male, alla cultura del secolo scorso. La fanciullezza a Budapest, gli anni viennesi del liceo e dell'università, interrotta poco prima della laurea in ingegneria, l'adesione al movimento sionista, che lo porta a partire per la Palestina e il rientro in Europa, prima a Parigi e poi a Berlino, sono eventi che formano il biografato. Koestler rivede le sue esperienze in modo disincantato, rivisita se stesso e le sue passioni con gli strumenti che gli hanno fornito i suoi studi di psicoanalisi, nascente proprio in quegli anni a Vienna con Sigmund Freud.
A Budapest, nel 1919, il primo contatto con la politica durante la Repubblica Sovietica Ungherese del comunista Béla Kun, cacciato dagli eserciti rumeno e ceco per essere sostituito dall'ammiraglio Horthy che instaurò il primo regime semi fascista. Tre cose gli resteranno impresse come ricordo di quei giorni: il gelato alla vaniglia (l'alimento principale data la scarsità di vettovaglie), la marcia funebre di Fryderyk Chopin che accompagnava un corteo funebre e gli enormi mappamondi rossi sparsi un po' ovunque nella città.
La descrizione della vita universitaria viennese di quegli anni, con le corporazioni di studenti (Burschenschaft) abituate a scontrarsi fisicamente e in duelli alla sciabola, fa intuire come quegli anni fossero pieni di passioni e di ideali di cui non resta alcun ricordo. In quell'atmosfera si preparava la rivincita nazionalista pangermanica contro le condizioni della pace di Versailles ed anche lo spirito antigiudaico che sfociò nei campi di concentramento. L'adesione alla corporazione sionista Unitas lo porta a interessarsi della questione ebraica e della Nuova Sion, la Palestina, dove iniziavano i primi insediamenti. Per sua stessa ammissione il giudaismo non lo attraeva, perché cresciuto in un ambiente che poco o nulla aveva conservato delle radici e delle tradizioni ebraiche, ma venne in contatto con ebrei polacchi e russi educati nelle scuole talmudiche e che parlavano l'yiddish.
Il primo approccio con questa cultura non fu proprio esaltante ma la combinazione di due fattori lo portò a partire per la Palestina per dedicarsi alla causa sionista. Lesse i resoconti della prima rivolta araba in Palestina “con raccapriccianti particolari di bambini sgozzati a sciabolate come ai tempi di Erode, di pionieri ebrei uccisi dopo essere stati accecati ed evirati”, il secondo approccio fu una conversazione avuta in una notte del tardo autunno del 1925 con uno studente russo chiamato Orochov, morto suicida l'anno dopo, nella quale quest'ultimo sosteneva una posizione determinista della vita mentre Koestler affermava che ”entro certi limiti, l'uomo ha la libertà di decidere e l'assoluta padronanza del proprio destino”. Il risultato fu l'abbandono degli studi universitari e la partenza per la Palestina come khaluts o pioniere. Lasciò Vienna il primo aprile del 1926. Viene giudicato inidoneo per lavorare in una Kvutsa (gruppo o comunità agricola) e si reca prima ad Haifa, dove inizia la carriera giornalistica, e poi a Tel Aviv. L'atmosfera di Tel Aviv in quegli anni è riportata nel suo romanzo, in parte autobiografico, Ladri nella notte. Rientra a Berlino nella primavera del 1927 e nel settembre dello stesso anno trova il suo primo impiego stabile presso la casa editrice Ullstein, allora la più importante della Germania, come corrispondente dalla Palestina dove resta fino a giugno del 1929, per trasferirsi poi a Parigi.
Ritorna a Berlino il 14 settembre 1930, giorno delle elezioni al Reichstag per assumere la funzione di redattore scientifico. Inizia una sorta di epurazione all'interno della casa editrice Ullstein, dove la maggior parte dei redattori e degli impiegati era di origine ebraica. Anche per reazione all'arrendevolezza liberale e socialista davanti al nazismo, Koestler si avvicina alla dottrina marxista-leninista. Di rilievo l'analisi, a posteriori, dell'infatuazione comunista e dei metodi di propaganda utilizzati da Mosca. Nell'estate del 1931 viene aggregato alla spedizione del Graf Zeppelin al Polo nord. Il 31 dicembre 1931 presentò domanda di iscrizione al Partito Comunista.

## Edizioni italiane
- Freccia nell'azzurro: autobiografia, traduzione di Giovanni Fletzer, Collezione Le Scie, Milano, Mondadori, 1955.
- Freccia nell'azzurro. Autobiografia 1905-1931, traduzione di Giovanni Fletzer, Bologna, Il Mulino, 1990,  p. 361, ISBN 978-88-150-2506-7.